# Eudonia malawiensis
Eudonia malawiensis là một loài bướm đêm trong họ Crambidae.